# 창미초등학교
창미초등학교는 대한민국 충청남도 보령시 주교면 토정로 218 (관창리)에 있었던 초등학교이다.

## 연혁
- 1971.03.01 창미국민학교로 개칭
- 1996.03.01 창미초등학교로 개칭
- 1999.09.01 관창초등학교로 통폐합